# Цетиловый спирт
Цети́ловый спирт или этал — одноатомный спирт состава C16H33OH. Относится к жирным спиртам.

## Физические свойства
Твердое вещество. Температура плавления равна 54,6 °C. Кипит спирт при 270 °C. По другим данным, температура плавления его равна 49,27 °C или даже 39,5 °C, а температура кипения — 344,0 °C (последняя встречается в двух разных источниках). Не имеет запаха, цвет — белый.

## Получение
Исторически получался из спермацета, вещества из фиброзного мешка кашалотов (откуда и название, см. греч. κῆτος — кит), где он находится в связанном виде:
C15H31COOC16H33 + Н2О = С15Н31СООН + С16Н33ОН
Не путать с : смесь цетилового С16 и стеарилового С18 спирта переменного состава с содержанием компонентов в пределах 45—55 % и носит название «цетеариловый спирт» или цетилстеариловый спирт).
Кроме того, цетиловый спирт получается частичным окислением парафинов (обыкновенно как часть продукта «синтетические жирные спирты, фракция С16—С21»):
2С16Н34 + О2 = 2C16H33OH

## Применение
Применяется для изготовления косметики, растворителей и смазки, поверхностно-активных веществ и медикаментов.

## Химические свойства
Аналогичны свойствам других жирных спиртов.